# Përparim
Përparim là một xã trong quận Peqin thuộc hạt Elbasan, Albania. Dân số năm 2005 là 5042 người.